# Hans Marschall
Hans Marschall (Otterbach, 13 de setembro de 1913 — Freiburg im Breisgau, 20 de fevereiro de 1986) foi um físico alemão.
Marschall obteve um doutorado em 1944, orientado por Siegfried Flügge, com a tese Grundlegung der elektronenoptischen Theorie eines Massenspektrographen. 
Dentre seus doutorandos estão Walter Greiner, Peter Sauer e Amand Fäßler.